# Tremarctos
Tremarctos — рід ведмедів підродини Tremarctinae, ендемічний для Америки з пліоцену дотепер. Північний вид, T. floridanus вимер 11 000 років тому. Єдиним живим видом Tremarctos є південноамериканський T. ornatus. Tremarctos також є єдиним живим родом підродини Tremarctinae, а інші роди, Plionarctos, Arctodus і Arctotherium, вимерли.

## Середовище існування
Tremarctos floridanus жили в південних частинах Північної Америки. Однак Tremarctos ornatus живе в Південній Америці. Tremarctos orantus — єдиний вид ведмедів, що мешкає в Південній Америці. Він любить будувати гнізда, щоб спати та їсти, високо на деревах у вологих тропічних лісах. Tremarctos orantus також можуть жити в інших типах біомів, таких як помірні луки, листопадні ліси тощо. Де вони обирають жити, залежить від типу їжі/ресурсів, доступних у середовищі існування.

## Дієта
Раціон Tremarctos різноманітний. Вони вважаються всеїдними, оскільки їдять фрукти, кукурудзу, рослини, комах, сільськогосподарських тварин тощо.
Види цього роду можуть використовувати свої лапи, щоб маніпулювати їжею. Вони можуть здирати листя з дерев, збирати фрукти, хапати їжу тощо.
Полювання та їжа займають більшу частину активності. Tremarctos полюють вдень, ввечері чи вночі, і не впадають у сплячку. Коли він найбільш активний залежить від того, де перебуває ведмідь і який поточний сезон.

## Етимологія
Назва роду Tremarctos була створена в 1855 році Альфредом Жерве. Слово походить з грецької мови та англійською перекладається як «ямовий ведмідь». Якби поглянути на плечову кістку цього ведмедя, можна б помітити отвір посередині.

## Фізичні характеристики
Види роду Tremartcos — це ведмеді середнього розміру, для сучасного виду наводять такі параметри: довжина 1.3–2.0 м, висота в плечах 70–80 см, маса 60–200 кг. Однак Tremarctos floridanus був білих розмірів, ніж Tremarctos ornatus. Обидва види є статево диморфними, тобто самці помітно більші за самиць. Це також призводить до того, що у самців рівень білка в крові вище, ніж у самиць. Передні кінцівки ведмедів Tremarctos довші за задні. Кігті довгі й вигнуті. Що стосується їхнього хутра, вони зазвичай чорні з рудою міткою, яка тягнеться від грудей до обличчя. Хоча точний вигляд Tremarctos floridanus невідомий, імовірно, вони нагадували Tremarctos ornatus. Хоча вони мають великі глибокі черепи, вони найменші за довжиною серед видів ведмедів.